# 세바촌
세바촌(洗馬村)은 나가노현 히가시치쿠마군에 있던 촌이다. 현재의 시오지리시, 마쓰모토시에 해당한다.

## 역사
- 1874년 10월 25일 - 3촌이 합병해 세바촌이 성립하였다.
- 1889년 4월 1일 - 정촌제 시행에 의해 세바촌이 단독으로 자치체를 형성하였다.
- 1961년 6월 28일 - 시오지리시에 편입해, 동일 세바촌은 폐지되었다.

## 교통

### 철도
현재는 구 촌역에 일본국유철도 주오본선 세바역이 정차하지만, 당시엔 미개통

## 참고문헌
- 角川日本地名大辞典 20 長野県